# 一般适应综合症

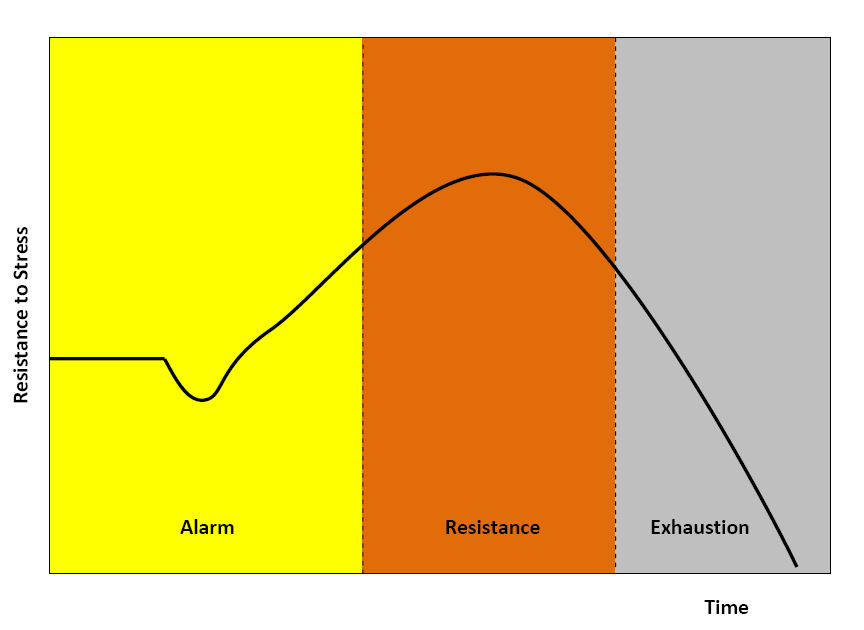
一般适应综合症过程，横坐标为时间，纵坐标为应激抗力

一般适应综合症，也称一般适应症候群，为加拿大心理学家汉斯·薛利（Hans Selye）于1930年代定义的一类适应性反应：一个有机体必须寻回他的平衡或稳定，从而维持或恢复其完整和安宁。

## 分类
一般适应综合症包括三个阶段：报警阶段、抵抗阶段和疲惫阶段。
- 报警阶段（Alarm）：在一个短暂的生理唤醒期中，躯体能够有效行动并做好准备。如果应激源仍然保持，机体则会进入抵抗期。
- 抵抗阶段（Resistance）：机体可以忍耐并抵抗长时间的应激源带来的衰弱效应。
- 疲惫阶段（Exhaustion）：若应激源持续时间长或持续强度大，机体则因资源消耗而进入疲惫期。